# حبل الطلوع
حبل الطلوع أو الكر أو الصوع أو الحابول أو التبلية، هو حبل سميك على شكل حزام مفتوح، يستخدمه المزارع لتسلق أشجار النخيل لجني التمر أو للاعتناء بالشجرة وتنظيفها. وتختلف مسمياته من محافظة إلى أخرى وقد تختلف أيضا من دولة إلى أخرى. كما أن هناك حبال أخرى مشابهة تستخدم لجني أشجار جوز الهند وغيرها من الأشجار.

## صناعته
يصنع من ليف أشجار نخيل التمر أو مخلفات النخيل، حيث يتم نقع ألياف النخيل في الماء لتنظيف الخيوط وإكسابها الليونة حتى يسهل استخدامها. الخيوط الرفيعة الناتجة يتم جدلها لصناعة حبال صغيرة ومن ثم جدل عدد من الحبال لعمل حبال أثخن وتستمر العملية حتى عمل حبل سميك من ألياف النخيل. ومن ثم يتم استخدام خيوط قطنية ملونة لعمل مسند للظهر في وسط الحبل السميك. وعمل مقابض للحبل من الجلد لحماية يد المتسلق من خشونة ألياف النخيل عند التسلق.

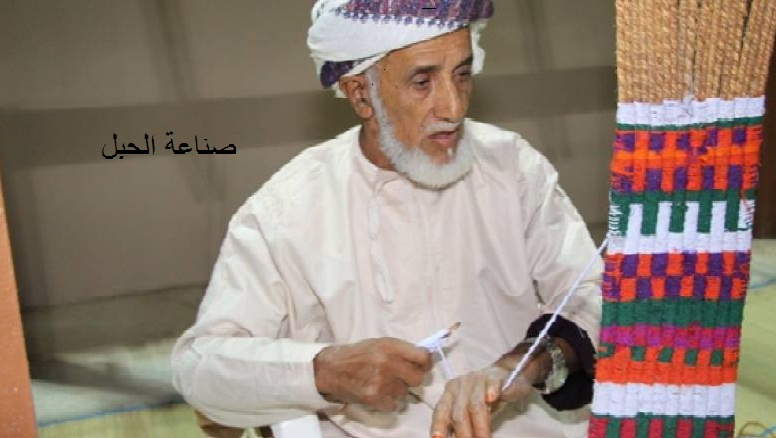
عمل الحبل

وتطلب صناعته الهدوء والدقة وذلك حرصا لجودة المنتج وان يكون قويا كي يستطيع تحمل وزن المتسلق. كما يمكن صناعته من مواد مختلفة مثل ألياف أشجار أخرى مثل جوز الهند واليوم يمكن أن تصنع هذه الحبال من حبال النايلون والبلاستيك لتوفرها وسهولة استخدامها وعمر البلاستيك الطويل.

## استخدامه

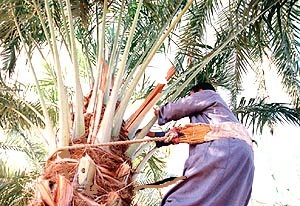
استخدام الحبل

يتم لفه حول جذع النخلة وربطه حيث يكون المتسلق بين الحبل والجذع مستندا بظهره على الحبل ويقوم بالتسلق بقدمه. بعدها يتسلق مستندا على كرب النخلة وهي الأحراء البارزة في جذع النخلة ومن ثم يقوم برفع الحبل في الجهة الثانية ليكون موازي للمتسلق ويعيد العملية حتى يصل للأعلي.